# 로마 보편 전례력
로마 보편 전례력(Calendarium Romanum Generale)은 주로 로마 가톨릭교회의 라틴 전례 영역에서 공식적으로 사용하는 기독교 전례력이다. 이는 전례 주년의 흐름에 따라 미사와 성무일도의 전례 거행을 하기 위하여 제작된 것이다. 그럼에도 각 지역 교회와 수도 가족은 고유 전례력을 가지고 있다. 이는 로마 보편 전례력에 각 교구 또는 수도 가족에 고유한 축일들을, 로마 교황청의 승인을 받아, 덧붙여 만든 것이다.
로마 가톨릭교회에서 라틴 예식이 가장 널리 전파되었기에, 로마 보편 전례력은 해당 교구 또는 수도 가족이 고유 전례력으로 사용하는 것을 포함하면 기독교 전례력 가운데에서 가장 널리 전파된 것이라고 할 수 있겠다.
로마 보편 전례력은 《로마 미사 경본》, 《성무일도》에 월별로 제시되어 있다.

## 같이 보기
- 고유 전례력에 실린 지역 성인들의 목록을 정리한 책을 로마 순교록이라 부른다.
- 로마 가톨릭 성인 달력